# Liga mistrů EHF
Liga mistrů EHF (orig. EHF Champions League) je házenkářskou obdobou fotbalové Ligy mistrů UEFA. Jedná se tedy o soutěž nejlepších házenkářských evropských klubů a stejně jako ve fotbale i zde předchůdcem této soutěže byl až do roku 1993 Pohár mistrů evropských zemí (PMEZ), který se hrál od sezóny 1956/57 v mužích a od sezóny 1960/61 v ženách.
| Klub                             | Počet vítězství | Vítězné ročníky                                     |
| -------------------------------- | --------------- | --------------------------------------------------- |
| FC Barcelona                     | 12              | 1991, 1996-2000, 2005, 2011, 2015, 2021, 2022, 2024 |
| VFL Gummersbach                  | 5               | 1967, 1970, 1971, 1974, 1983                        |
| SC Magdeburg                     | 5               | 1978, 1981, 2002, 2023, 2025                        |
| THW Kiel                         | 4               | 2007, 2010, 2012, 2020                              |
| Dukla Praha                      | 3               | 1957, 1963, 1984                                    |
| SKA Minsk                        | 3               | 1987, 1989, 1990                                    |
| BM Ciudad Real                   | 3               | 2006, 2008, 2009                                    |
| Frisch Auf Göppingen             | 2               | 1960, 1962                                          |
| Steaua Bukurešť                  | 2               | 1968, 1977                                          |
| TV Großwallstadt                 | 2               | 1979, 1980                                          |
| Metaloplastika Šabac             | 2               | 1985, 1986                                          |
| RK Záhřeb                        | 2               | 1992, 1993                                          |
| Montpellier HB                   | 2               | 2003, 2018                                          |
| Vardar Skopje                    | 2               | 2017, 2019                                          |
| Redbergslids IK Göteborg         | 1               | 1959                                                |
| Dinamo Bukurešť                  | 1               | 1965                                                |
| SC Lipsko                        | 1               | 1966                                                |
| Partizan Bjelovar                | 1               | 1972                                                |
| MAI Moskva                       | 1               | 1973                                                |
| ASK Vorwärts Frankfurt nad Odrou | 1               | 1975                                                |
| RK Borac Banja Luka              | 1               | 1976                                                |
| Honvéd Budapešť                  | 1               | 1982                                                |
| CSKA Moskva                      | 1               | 1988                                                |
| CB Cantabria Santader            | 1               | 1994                                                |
| Bidasoa Irún                     | 1               | 1995                                                |
| SDC San Antonio                  | 1               | 2001                                                |
| Celje Pivovarna Laško            | 1               | 2004                                                |
| HSV Hamburk                      | 1               | 2013                                                |
| Flensburg                        | 1               | 2014                                                |
| KS Vive Targi Kielce             | 1               | 2016                                                |

pozn. V sezónách 1957/58, 1960/61, 1963/64, 1968/69 se soutěž nekonala.
| Klub                        | Počet vítězství | Vítězné ročníky                                    |
| --------------------------- | --------------- | -------------------------------------------------- |
| Spartak Kyjev               | 13              | 1970-1973, 1975, 1977, 1979, 1981, 1983, 1985-1988 |
| Hypo Niederösterreich       | 8               | 1989, 1990, 1992-1995, 1998, 2000                  |
| Győri ETO KC                | 6               | 2013, 2014, 2017-2019, 2024                        |
| Žalgiris Kaunas             | 3               | 1967, 1968, 1969                                   |
| Radnički Bělehrad           | 3               | 1976, 1980, 1984                                   |
| Slagelse FH                 | 3               | 2004, 2005, 2007                                   |
| Viborg HK                   | 3               | 2006, 2009, 2010                                   |
| Vipers Kristiansand         | 3               | 2021-2023                                          |
| SC Lipsko                   | 2               | 1966, 1974                                         |
| Krim Lublaň                 | 2               | 2001, 2003                                         |
| Budućnost Podgorica         | 2               | 2012, 2015                                         |
| Sportul Studentesc Bukurešť | 1               | 1961                                               |
| Sparta Praha                | 1               | 1962                                               |
| Trud Moskva                 | 1               | 1963                                               |
| Rapid Bukurešť              | 1               | 1964                                               |
| HG Kodaň                    | 1               | 1965                                               |
| TSC Berlín                  | 1               | 1978                                               |
| Vasas Budapešť              | 1               | 1982                                               |
| TV Lützellinden             | 1               | 1991                                               |
| Podravka Koprivnica         | 1               | 1996                                               |
| Mar Valencia                | 1               | 1997                                               |
| Dunaferr SE                 | 1               | 1999                                               |
| Kometal Skopje              | 1               | 2002                                               |
| Zvezda Zvenigorod           | 1               | 2008                                               |
| Larvik HK                   | 1               | 2011                                               |
| CSM Bukurešť                | 1               | 2016                                               |

| Sezóna  | Kategorie | Vítěz                       | Poražený                     | 1. zápas | Odveta     |
| ------- | --------- | --------------------------- | ---------------------------- | -------- | ---------- |
| 1956/57 | muži      | Dukla Praha                 | Örebro SK                    | 21:13    | nehrála se |
| 1960/61 | ženy      | Sportul Stutentesc Bukurešť | Slavia Praha                 | 13:5     | nehrála se |
| 1961/62 | ženy      | Sparta Praha                | (dnes ) OFK Bělehrad         | 11:7     | nehrála se |
| 1962/63 | muži      | Dukla Praha                 | Dinamo Bukurešť              | 15:13    | nehrála se |
| 1966/67 | muži      | VFL Gummersbach             | Dukla Praha                  | 17:13    | nehrála se |
| 1967/68 | muži      | Steaua Bukurešť             | Dukla Praha                  | 13:11    | nehrála se |
| 1979/80 | ženy      | (dnes ) Radnički Bělehrad   | (dnes ) Inter Bratislava     | 23:10    | 22:19      |
| 1983/84 | muži      | Dukla Praha                 | (dnes ) Metaloplastika Šabac | 21:17    | 21:17      |